# Edward Holland
Edward Holland (Albany, 1702 – New York, 10 novembre 1756) è stato un politico statunitense, 40° sindaco di New York e 23° sindaco di Albany.